# Suicidios colectivos de 1945 en la Alemania nazi

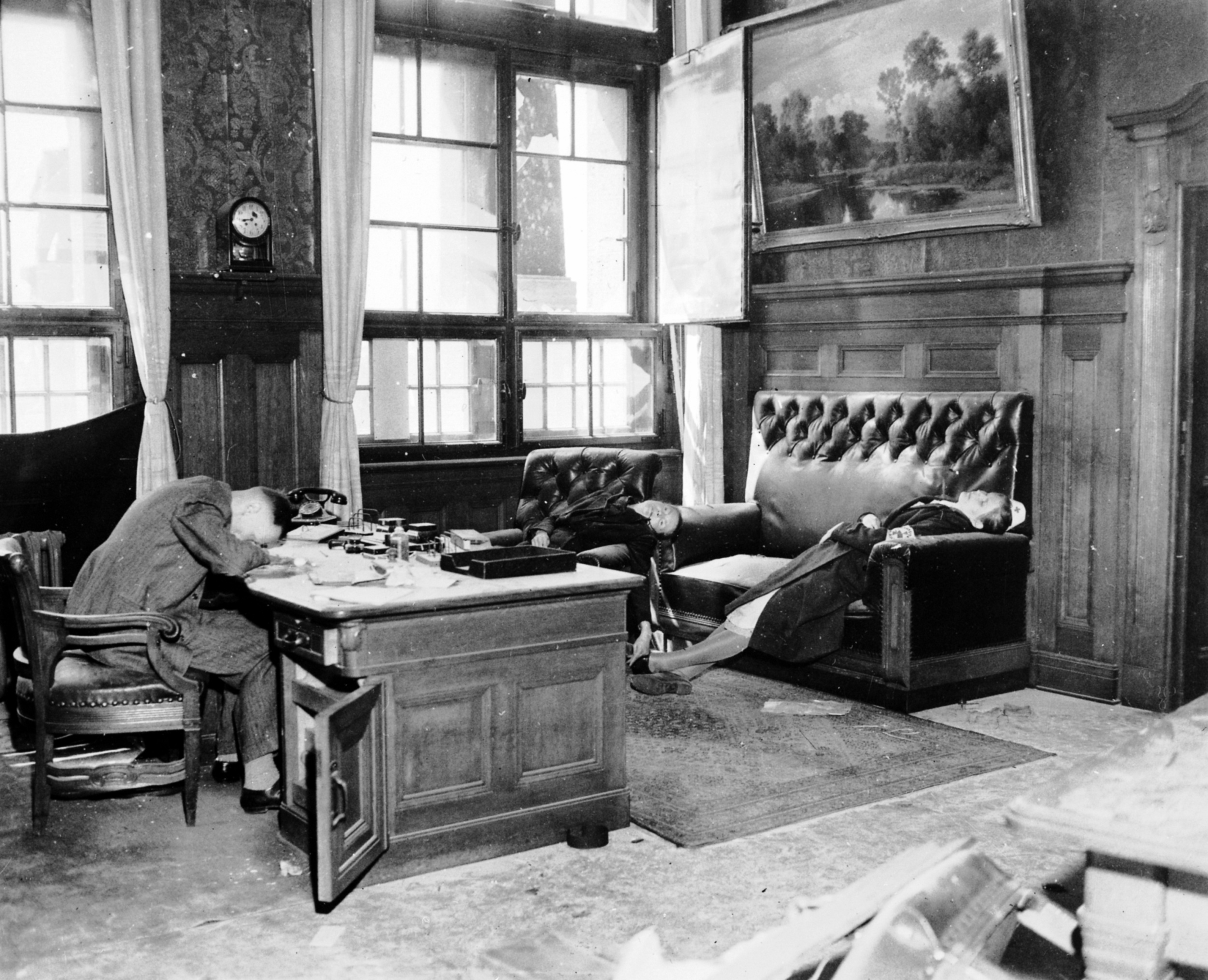
Ernst Kurt Lisso, vicealcalde de Leipzig, se suicidó junto con su esposa e hija en el ayuntamiento (Neues Rathaus), cuando las tropas estadounidenses ingresaban a la ciudad el 20 de abril de 1945.

Durante las últimas semanas del Tercer Reich y la guerra en Europa, muchos civiles, funcionarios gubernamentales y personal militar en toda Alemania se suicidaron. Además de altos jerarcas nazis como Adolf Hitler, Joseph Goebbels, Heinrich Himmler, Philipp Bouhler y Martin Bormann, muchos otros eligieron el Selbstmord (palabra alemana para suicidio, literalmente 'autoasesinato') en lugar de aceptar la capitulación de Alemania. Entre los factores motivadores estaban el temor a represalias y atrocidades por parte de los Aliados —especialmente del Ejército Rojo—, la propaganda nazi que glorificaba el suicidio como preferible a la derrota y el desaliento después del suicidio de Adolf Hitler. Por ejemplo, en abril de 1945, al menos mil alemanes se suicidaron, a los que hay que sumar otros dentro de las setenta y dos horas en las que el Ejército Rojo se acercaba a la ciudad de Demmin, en el este de Alemania. Solo en Berlín se reportaron más de 7000 suicidios en 1945; la mayoría eran mujeres. 
Se identificaron tres períodos distintos de suicidios entre enero y mayo de 1945, cuando miles de alemanes se quitaron la vida. La revista estadounidense Life informó que: «en los últimos días de la guerra, la abrumadora materialización de la derrota total era demasiada para muchos alemanes. Despojados de las bayonetas y el bombardeo que les había dado poder, no podían enfrentar un juicio ni con sus conquistadores ni con sus conciencias». El psiquiatra alemán Erich Menninger-Lerchenthal señaló la existencia de un «suicidio masivo organizado a gran escala que no había ocurrido previamente en la historia de Europa [...] hay suicidios que no tienen nada que ver con enfermedades mentales o alguna desviación moral e intelectual, pero predominantemente con la continuidad de una fuerte derrota política y el miedo a ser considerado responsable».

## Generalidades

### Motivos
Hubo varias razones por las que algunos alemanes decidieron terminar con sus vidas en los últimos meses de la guerra. 
En primer lugar, en 1945, la propaganda nazi había creado temor entre algunos sectores de la población sobre la inminente invasión militar de su país por parte de los soviéticos o los Aliados occidentales. Las películas informativas del Ministerio de Propaganda insistieron reiteradamente a la audiencia sobre por qué Alemania no debía rendirse y que enfrentarían la amenaza de tortura, violación y muerte en la derrota. Estos temores no eran infundados, ya que varias tropas aliadas cometieron violaciones masivas contra alemanes, en su mayoría por soldados soviéticos, aunque muchos también eran soldados de los Aliados occidentales. El número de violaciones está en disputa, pero ciertamente fue considerable: cientos de miles de incidentes, según la mayoría de los historiadores occidentales. 
En segundo lugar, muchos nazis habían sido adoctrinados en una lealtad incuestionable al NSDAP y con ella su ideología cultural de preferir la muerte a vivir en la derrota. Finalmente, otros se suicidaron porque sabían lo que les ocurría después de la capitulación. Los soviéticos, los estadounidenses y los británicos habían dejado claro en 1943, con la Declaración de Moscú, que los llamados criminales de guerra enfrentarían un juicio. Muchos funcionarios del NSDAP y personal militar eran muy conscientes de que enfrentarían un castigo severo por su atroz conducta durante la guerra. 
Los suicidios ocurrieron en tres oleadas sucesivas: 
- La primera fase comenzó a principios de enero de 1945, cuando las fuerzas soviéticas forzaron a Alemania a regresar a sus territorios en Prusia Oriental y Silesia.
- La segunda fase ocurrió en abril y mayo, cuando numerosos funcionarios del NSDAP y altos militares se suicidaron. Los niveles de suicidio alcanzaron su máximo en Berlín, en abril de 1945, cuando 3881 personas se suicidaron durante la batalla de Berlín. Fue en esta fase donde Adolf Hitler y Joseph Goebbels se quitaron la vida, junto con sus respectivas esposas. Magda Goebbels también mató a sus hijos, triturando ampollas de cianuro en sus bocas.
- La fase final ocurrió después de la toma de Alemania por parte de los Aliados, principalmente en los territorios ocupados por el Ejército Rojo.

La escala de las ondas de suicidio sugiere que el miedo y la ansiedad eran motivaciones comunes. También hubo una gran cantidad de suicidios familiares o asesinatos-suicidios donde madres y padres se suicidaron a sí mismos y a sus hijos.

### Métodos

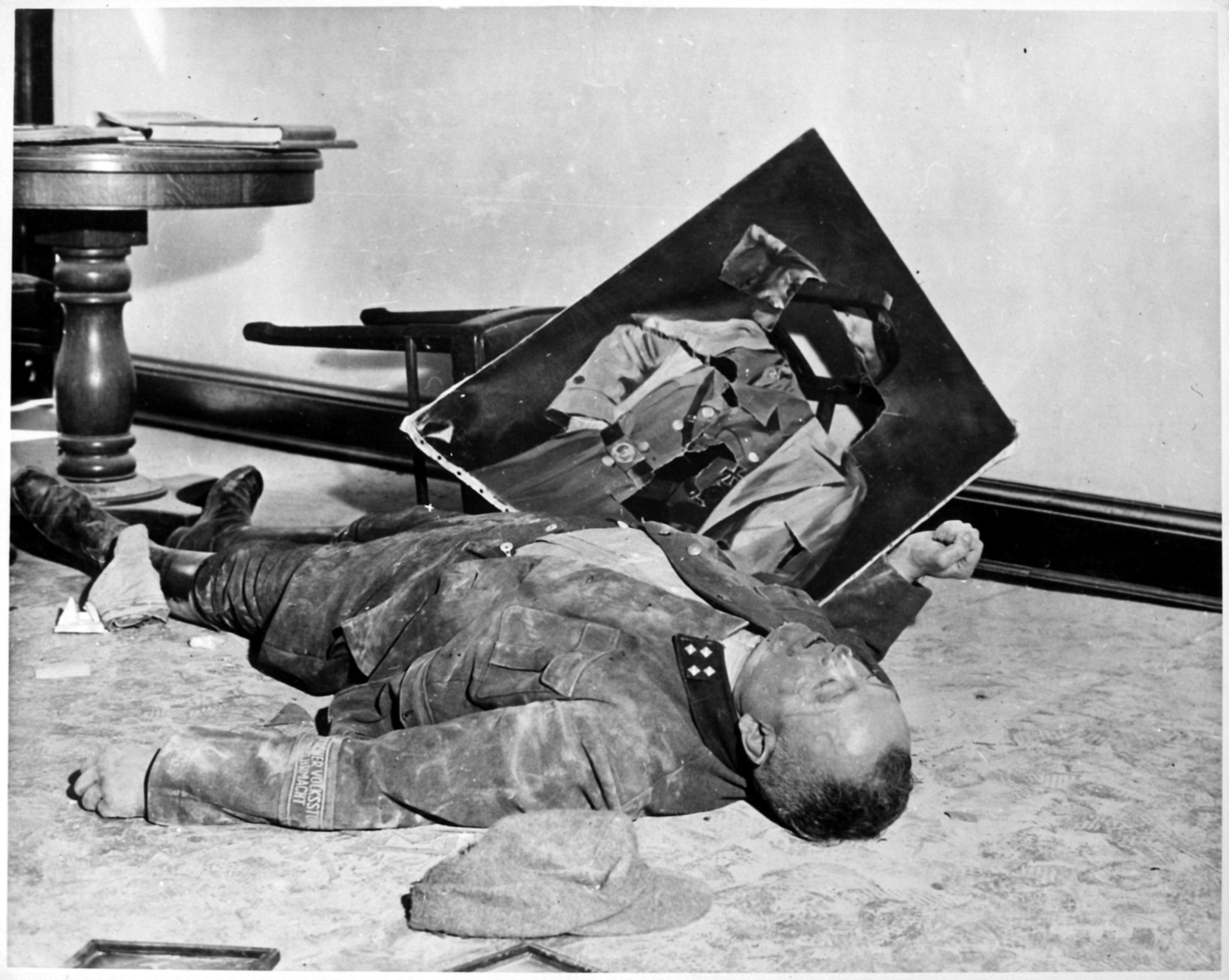
Cuerpo del Volkssturm-Bataillonsführer Walter Dönicke junto a un retrato desgarrado de Hitler; se suicidó en el ayuntamiento de Leipzig poco antes de la llegada de las tropas aliadas el 19 de abril de 1945.

Las ampollas de cianuro fueron una de las formas más comunes con que las personas se suicidaban en los últimos días de la guerra. El 12 de abril de 1945, miembros de las Juventudes Hitlerianas las distribuyeron a miembros de la audiencia durante el último concierto de la Filarmónica de Berlín. Antes de su propio suicidio en el Führerbunker, Hitler se aseguró de que todo su personal recibiera cápsulas de veneno. 
En marzo de 1945, los británicos imprimieron una postal de propaganda negra en idioma alemán, supuestamente emitida por el régimen nazi, dando instrucciones detalladas sobre cómo ahorcarse con la mínima cantidad de dolor. Existen numerosos casos documentados en los que los padres mataron a sus hijos antes de suicidarse ellos mismos.
Los miembros tanto de la Wehrmacht como de las SS frecuentemente usaban armas para acabar con sus vidas. Por ejemplo, el SS-Obergruppenführer Ernst-Robert Grawitz mató a su familia con una granada y se suicidó, los General der Infanterie Wilhelm Burgdorf y Hans Krebs se dispararon en la cabeza con sus pistolas, Josef Terboven —Reichskommissar para Noruega— se inmoló en un búnker al detonar 50 kg de dinamita.

### Número de suicidios y lugares
Se informaron más de 7000 suicidios en Berlín en 1945, pero se cree que muchos no fueron reportados debido al caos del período de posguerra. Otros lugares donde ocurrieron suicidios incluyen: 
- Neubrandenburg
- Burg Stargard
- Neustrelitz
- Demmin
- Penzlin
- Tessin
- Vietzen y Rechlin Müritz
- Teterow, Güstrow, Rostock, Bad Doberan
- Malchin
- Schönlanke
- Stolp
- Lauenburg
- Grünberg[9]

## Suicidios notables

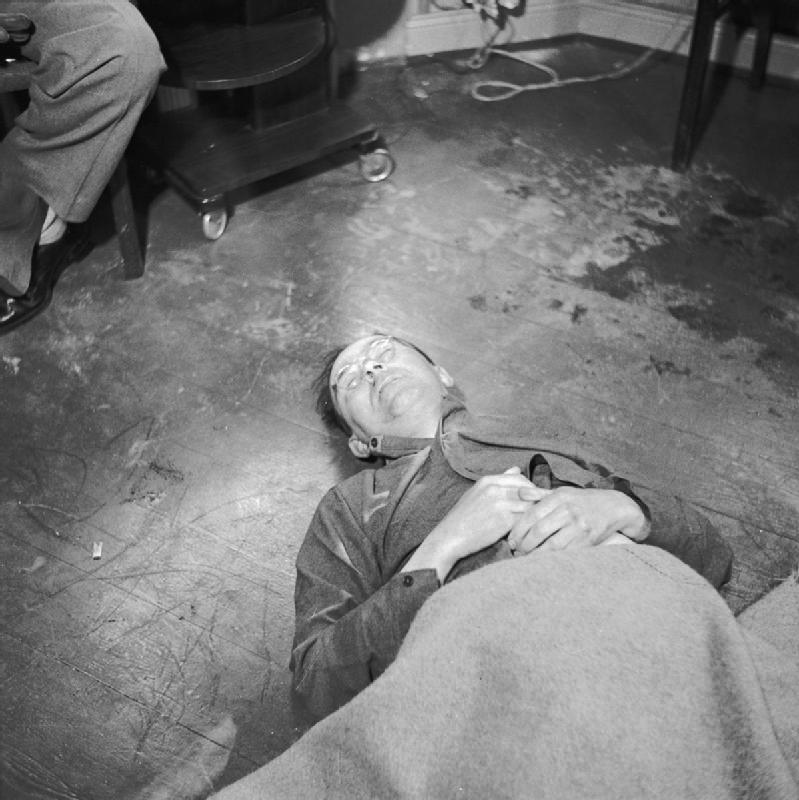
Cadáver de Heinrich Himmler después de su suicidio por veneno cuando estaba bajo custodia de los Aliados.

Muchos líderes nazis, seguidores y simpatizantes nazis y miembros de la Wehrmacht y de las SS se suicidaron durante los últimos días de la guerra. Otros lo hicieron después de ser capturados. La lista incluye 8 de los 41 líderes regionales del NSDAP que ocuparon cargos entre 1926 y 1945, 7 de los 47 líderes superiores de las SS y la policía, 53 de los 554 generales del Heer, 14 de los 98 generales de la Luftwaffe, 11 de los 53 almirantes en la Kriegsmarine y un número desconocido de suboficiales. A continuación, se muestran aquellos que se suicidaron en 1945:
|        | Miembro del NSDAP                                  |
| dagger | Se suicidó en prisión                              |
| *      | Se suicidó junto con su esposa (suicidio conjunto) |

| Persona                              | Método                     | Ubicación                  | Fecha                    | Edad              |
| ------------------------------------ | -------------------------- | -------------------------- | ------------------------ | ----------------- |
| Alwin-Broder Albrecht                |                            | Berlín                     | 1 de mayo de 1945        | 41 años, 225 días |
| Karl Astel                           | Arma de fuego              | Jena                       | 3 de abril de 1945       | 47 años, 36 días  |
| Georg Bachmayer*                     | Arma de fuego              | Münzbach, Austria          | 8 de mayo de 1945        | 31 años, 269 días |
| Konrad Barde                         |                            | Traunstein                 | 4 de mayo de 1945        | 47 años, 172 días |
| Erich Bärenfänger*                   |                            | Berlín                     | 2 de mayo de 1945        | 30 años, 110 días |
| Ernst Bergmann                       |                            | Naumburgo                  | 16 de abril de 1945      | 63 años, 252 días |
| Walther Bierkamp                     |                            | Scharbeutz                 | 15 de mayo de 1945       | 43 años, 149 días |
| Albrecht von Blumenthal*             | Arma de fuego              | Marburgo                   | 28 de marzo de 1945      | 55 años, 230 días |
| Erpo von Bodenhausen                 |                            | Grobin, Unión Soviética    | 9 de mayo de 1945        | 48 años, 27 días  |
| Franz von Bodmann                    |                            | Austria                    | 25 de mayo de 1945       | 37 años, 63 días  |
| Martin Bormann                       | Envenenamiento con cianuro | Berlín                     | 2 de mayo de 1945        | 44 años, 319 días |
| Philipp Bouhler                      | Envenenamiento con cianuro | Altaussee, Austria         | 19 de mayo de 1945       | 45 años, 250 días |
| Fritz Bracht*                        | Envenenamiento con cianuro | Bad Kudowa, Polonia        | 9 de mayo de 1945        | 46 años, 111 días |
| Franz Budka                          | Arma de fuego              | Breslavia, Polonia         | 6 de mayo de 1945        | 24 años, 261 días |
| Erwin Bumke                          |                            | Leipzig                    | 20 de abril de 1945      | 70 años, 287 días |
| Heinrich Burchard                    |                            | Lübtheen                   | 11 de abril de 1945      | 50 años, 188 días |
| Wilhelm Burgdorf                     | Arma de fuego              | Berlín                     | 2 de mayo de 1945        | 50 años, 76 días  |
| Leonardo Conti                       | Ahorcamiento               | Núremberg                  | 6 de octubre de 1945     | 45 años, 43 días  |
| Max de Crinis*                       | Envenenamiento con cianuro | Stahnsdorf                 | 2 de mayo de 1945        | 55 años, 338 días |
| Theodor Dannecker                    |                            | Bad Tölz                   | 10 de diciembre de 1945  | 32 años, 258 días |
| Karl Decker                          |                            | Braunschweig               | 21 de abril de 1945      | 47 años, 142 días |
| Julius Dettmann                      |                            | Países Bajos               | 31 de julio de 1945      | 51 años, 189 días |
| Erwin Ding-Schuler                   |                            | Frisinga                   | 11 de agosto de 1945     | 32 años, 326 días |
| Walter Doenicke                      |                            | Leipzig                    | 19 de abril de 1945      | 45 años, 266 días |
| Otto-Heinrich Drechsler              |                            | Lübeck                     | 5 de mayo de 1945        | 50 años, 34 días  |
| Joachim Albrecht Eggeling            | Arma de fuego              | Halle                      | 15 de abril de 1945      | 60 años, 136 días |
| Heinrich Fehlis                      | Arma de fuego              | Porsgrunn, Noruega         | 11 de mayo de 1945       | 38 años, 191 días |
| Walter Frank                         |                            | Braunschweig               | 9 de mayo de 1945        | 40 años, 86 días  |
| Fritz Freitag                        |                            | Graz, Austria              | 10 de mayo de 1945       | 51 años, 12 días  |
| Hans-Georg von Friedeburg            | Envenenamiento con cianuro | Flensburgo                 | 23 de mayo de 1945       | 49 años, 312 días |
| Robert van Genechten                 | Ahorcamiento               | Scheveningen, Países Bajos | 13 de diciembre de 1945  | 50 años, 49 días  |
| Kurt Gerstein                        |                            | Paris, Francia             | 25 de julio de 1945      | 39 años, 348 días |
| Paul Giesler*                        |                            | Berchtesgaden              | 8 de mayo de 1945        | 49 años, 327 días |
| Werner von Gilsa                     |                            | Leitmeritz, Checoslovaquia | 8 de mayo de 1945        | 56 años, 65 días  |
| Odilo Globocnik                      | Envenenamiento con cianuro | Paternion, Austria         | 31 de mayo de 1945       | 41 años, 40 días  |
| Richard Glücks                       | Envenenamiento con cianuro | Flensburgo                 | 10 de mayo de 1945       | 56 años, 18 días  |
| Joseph Goebbels*                     | Arma de fuego              | Berlín                     | 1 de mayo de 1945        | 47 años, 184 días |
| Magda Goebbels*                      | Arma de fuego              | Berlín                     | 1 de mayo de 1945        | 43 años, 181 días |
| Curt von Gottberg                    |                            | Flensburgo                 | 31 de mayo de 1945       | 49 años, 109 días |
| Ernst-Robert Grawitz                 | Granada de mano            | Potsdam                    | 24 de abril de 1945      | 45 años, 320 días |
| Robert von Greim                     | Envenenamiento con cianuro | Salzburgo, Austria         | 24 de mayo de 1945       | 52 años, 336 días |
| Walter Groß                          |                            | Berlín                     | 25 de abril de 1945      | 40 años, 186 días |
| Rolf Günther                         | Envenenamiento con cianuro | Ebensee, Austria           | agosto de 1945           | 32 años           |
| Joachim Hamann                       |                            |                            | 13 de julio de 1945      | 32 años, 56 días  |
| Konrad Henlein                       | Cortes en las muñecas      | Plzeň, Checoslovaquia      | 10 de mayo de 1945       | 47 años, 4 días   |
| Walther Hewel                        | Arma de fuego              | Berlín                     | 2 de mayo de 1945        | 41 años, 120 días |
| Heinrich Himmler                     | Envenenamiento con cianuro | Luneburgo                  | 23 de mayo de 1945       | 44 años, 228 días |
| August Hirt                          | Arma de fuego              | Schluchsee                 | 2 de junio de 1945       | 47 años, 35 días  |
| Adolf Hitler*                        | Arma de fuego              | Berlín                     | 30 de abril de 1945      | 56 años, 10 días  |
| Eva Braun*                           | Envenenamiento con cianuro | Berlín                     | 30 de abril de 1945      | 33 años, 83 días  |
| Hugo Jury                            |                            | Zwettl, Austria            | 8 de mayo de 1945        | 57 años, 299 días |
| Eberhard Kinzel                      |                            | Flensburgo                 | 23 de mayo de 1945       | 47 años, 217 días |
| Matthias Kleinheisterkamp            |                            | Halbe                      | 29 de abril de 1945      | 51 años, 281 días |
| Arthur Kobus                         |                            | Berlín                     | abril de 1945            | 66 años           |
| Hans Krebs                           | Arma de fuego              | Berlín                     | 2 de mayo de 1945        | 47 años, 59 días  |
| Friedrich-Wilhelm Krüger             | Arma de fuego              | Eggelsberg, Austria        | 10 de mayo de 1945       | 51 años, 2 días   |
| Walter Krüger                        |                            | Lituania                   | 22 de mayo de 1945       | 55 años, 84 días  |
| Robert Ley                           | Ahorcamiento               | Núremberg                  | 25 de octubre de 1945    | 55 años, 252 días |
| Alfred Meyer                         |                            | Hessisch Oldendorf         | 11 de abril de 1945      | 53 años, 188 días |
| Emil Heinrich Meyer                  |                            | Berlín                     | 9 de mayo de 1945        | 59 años, 3 días   |
| Walter Model                         | Arma de fuego              | Duisburgo                  | 21 de abril de 1945      | 54 años, 87 días  |
| Ludwig Müller                        |                            | Berlín                     | 31 de julio de 1945      | 62 años, 38 días  |
| Wilhelm Murr                         | Envenenamiento con cianuro | Vorarlberg, Austria        | 14 de mayo de 1945       | 56 años, 149 días |
| Heinrich Petersen                    |                            | Checoslovaquia             | 9 de mayo de 1945        | 41 años, 39 días  |
| Hans-Adolf Prützmann                 |                            | Luneburgo                  | 21 de mayo de 1945       | 43 años, 263 días |
| Carl Friedrich von Pückler-Burghauss |                            | Čimelice, Checoslovaquia   | 13 de mayo de 1945       | 58 años, 218 días |
| Rudolf Querner                       |                            | Magdeburgo                 | 27 de mayo de 1945       | 51 años, 351 días |
| Wilhelm Rediess                      | Arma de fuego              | Oslo, Noruega              | 8 de mayo de 1945        | 44 años, 210 días |
| Arthur Rödl                          | Granada de mano            | Stettin                    | abril de 1945            | 46 años           |
| Meinoud Rost van Tonningen           | Salto al vacío             | Scheveningen, Países Bajos | 6 de junio de 1945       | 51 años, 107 días |
| Joachim Rumohr                       |                            | Budapest, Hungría          | 11 de febrero de 1945    | 34 años, 179 días |
| Bernhard Rust                        |                            | Nübel                      | 8 de mayo de 1945        | 61 años, 220 días |
| Franz Schädle                        | Arma de fuego              | Berlín                     | 1 de mayo de 1945        | 38 años, 163 días |
| Hans Schleif*                        |                            | Berlín                     | 27 de abril de 1945      | 43 años, 63 días  |
| Georg Scholze                        | Arma de fuego              | Berlín                     | 23 de abril de 1945      | 47 años, 245 días |
| Otto von Schrader                    |                            | Bergen, Noruega            | 19 de julio de 1945      | 57 años, 123 días |
| Heinrich Seetzen                     | Envenenamiento con cianuro | Blankenese                 | 28 de septiembre de 1945 | 39 años, 98 días  |
| Gustav Simon                         | Ahorcamiento               | Paderborn                  | 18 de diciembre de 1945  | 45 años, 138 días |
| Jakob Sprenger*                      |                            | Kössen, Austria            | 7 de mayo de 1945        | 60 años, 287 días |
| Karl Steubl                          |                            | Linz, Austria              | 21 de septiembre de 1945 | 34 años, 331 días |
| Ludwig Stumpfegger                   | Envenenamiento con cianuro | Berlín                     | 2 de mayo de 1945        | 34 años, 295 días |
| Otto Telschow                        | Cortes en las muñecas      | Luneburgo                  | 31 de mayo de 1945       | 69 años, 93 días  |
| Josef Terboven                       | Dinamita                   | Asker, Noruega             | 8 de mayo de 1945        | 46 años, 350 días |
| Heinz Thilo                          |                            | Hohenelbe, Checoslovaquia  | 13 de mayo de 1945       | 33 años, 217 días |
| Ernst Weiner                         | Arma de fuego              | Noruega                    | 17 de diciembre de 1945  | 31-32 años        |
| Josef Weinheber                      | Sobredosis de morfina      | Kirchstetten, Austria      | 8 de abril de 1945       | 53 años, 30 días  |
| Eduard Wirths                        | Ahorcamiento               | Alemania                   | 20 de septiembre de 1945 | 36 años, 16 días  |